# Minsks internationella flygplats
Minsks internationella flygplats (belarusiska: Нацыянальны аэрапорт Мiнск, ryska: Национальный аэропорт Минск) är en flygplats i Belarus. Den ligger i den centrala delen av landet, 30 km öster om huvudstaden Minsk. Minsks internationella flygplats ligger 204 meter över havet.
Terrängen runt Minsks internationella flygplats är platt. Närmaste större samhälle är Kalodzisjtjy, 17,6 km väster om Minsks internationella flygplats.
I omgivningarna runt Minsks internationella flygplats växer i huvudsak blandskog. Runt Minsks internationella flygplats är det ganska glesbefolkat, med 34 invånare per kvadratkilometer.